# Susan Molinari
Susan Molinari (New York, 27 marzo 1958) è una politica, giornalista e conduttrice televisiva statunitense, membro della Camera dei Rappresentanti per lo stato di New York dal 1990 al 1997.

## Biografia
Nata a Staten Island, la Molinari è figlia di Guy Molinari, un noto politico repubblicano newyorkese che fu deputato alla Camera negli anni ottanta.
Dopo gli studi anche la Molinari intraprese la strada della politica e venne eletta nel consiglio comunale della città di New York. Nel 1990 suo padre abbandonò il Congresso per diventare presidente del borough di Staten Island e così Susan si candidò per le elezioni speciali che avrebbero decretato il suo successore. La Molinari riuscì a farsi eleggere con la netta maggioranza dei voti e divenne quindi deputata.
Nel 1992 cambiò distretto elettorale ma venne comunque riconfermata e ciò avvenne anche nelle due successive tornate elettorali, nel 1994 e nel 1996. Tuttavia pochi mesi dopo essere stata eletta per un terzo mandato completo, la Molinari abbandonò la Camera per accettare un'offerta di lavoro della CBS. La rete infatti la volle come conduttrice di una trasmissione giornalistica in onda il sabato mattina, Saturday Morning. Circa un anno dopo la Molinari lasciò l'impiego e si limitò a comparire come opinionista in vari talk show.
In seguito divenne lobbista e tuttora ricopre l'incarico di presidente del consiglio di amministrazione di The Century Council, un'organizzazione no-profit che si occupa della lotta alla guida in stato di ebbrezza.
Durante la permanenza al Congresso, Susan Molinari divorziò dal primo marito John Lucchesi e sposò il collega deputato Bill Paxon, con il quale ebbe due figlie. Dopo il ritiro dalla politica attiva della coppia, la famiglia si trasferì in Virginia.
Mentre era deputata, la Molinari era giudicata una dei repubblicani più moderati del Congresso.